# Anne-Marie Sandler
Anne-Marie Sandler (geboren 15. Dezember 1925 in Genf; gestorben 25. Juli 2018 in London, gebürtig Anne-Marie Weil) war eine britische Psychologin, Psychoanalytikerin, Kinder- und Jugendlichenpsychotherapeutin und Lehranalytikerin der British Psychoanalytical Society (BPAS). In der Psychologie war ihr Schwerpunkt die Klinische Psychologie. Sie war Ehefrau von Joseph Sandler, den sie um 20 Jahre überlebte.

## Persönliches
Sandlers Eltern, Otto und Hildegard Weil, waren Deutsche jüdischer Herkunft. Sie lebten in Genf, wo der Vater als Aufzugführer in dem Genfer Kaufhaus Grand Passage begonnen hatte und zum Generaldirektor aufstieg. Er stammte aus Berlin. Ihre Mutter, geborene Oberdorf, kam aus Hamburg, wo sie bis zu ihrer Eheschließung Französisch unterrichtete. Die Familie väterlicherseits war bereits 1907 in die Schweiz ausgewandert, so dass sie den Holocaust unbeschadet überlebte. Die gesamte Familie mütterlicherseits wurde „wahrscheinlich ermordet“, wie Klaus Grabska in seinem Nachruf schrieb. Sandlers Vater lernte ihre Mutter während eines Aufenthaltes in Hamburg kennen. 1921 zog sie in die Schweiz, beide heirateten und bekamen 1922 einen Sohn. Drei Jahre später wurde Anne-Marie geboren.
Die jüdische Herkunft spielte in Sandlers Kindheit zunächst keine Rolle. 1933, als sie acht Jahre alt war, erklärte ihr der Vater die Vorgänge im NS-Staat Deutschlands. Fortan sollte in der Familie aus Furcht vor einer Annexion kein Deutsch mehr gesprochen werden. Die Eltern begannen, sich in der Flüchtlingshilfe zu engagieren, und betreuten jüdische Kinder, die in die Schweiz geschickt wurden. Sandler erlebte die Verzweiflung dieser Kinder, ohne die Hintergründe wirklich zu verstehen. Durch all das habe sich, so Grabska, „schon früh ein gespaltenes Verhältnis zum Deutschen“ entwickelt, obwohl sie die Sprache liebte.
Nachdem ihr Bruder Gérard im Jahr 1948 sein Leben verloren hatte – er wurde in Palästina in seinem Kampf um einen israelischen Staat bei der Entschärfung einer Straßenbombe getötet –, entschloss sie sich im Alter von 23 Jahren, eine erste persönliche Analyse zu machen, um den Verlust zu verarbeiten.
Im Jahr 1957 heiratete Anne-Marie Weil den Arzt und Kinderpsychiater Joseph Sandler (1927–1998), der aus einer jüdischen Familie in Südafrika stammte, nach England ausgewandert war und eine Tochter aus erster Ehe mitbrachte. Sie hatte ihn in London auf einem Fest unter Kollegen kennengelernt. Mit ihm bekam sie zwei Kinder, 1958 wurde Tochter Catherine und 1962 Sohn Paul geboren.
Als Präsidentin der britischen psychoanalytischen Gesellschaft (BPAS) schrieb Rosine Jozef Perelberg im Jahr 2015 in ihrer Würdigung, Sandler verstehe, womit die Patienten zu kämpfen hätten, und das gehe mit einer Bescheidenheit einher, die im Kontrast zu ihrer Kreativität stehe, die sie stets großzügig zur Verfügung gestellt habe. Sandler sei die Fähigkeit eigen gewesen, Brücken zwischen Menschen und Traditionen zu schlagen. Sie habe sich ausgezeichnet durch einen scharfen Verstand einerseits und ein ausgeprägtes Mitgefühl andererseits.
Anne-Marie Sandler verstarb 2018 im Alter von 92 Jahren. Neben den drei Kindern hinterließ sie sieben Enkel und drei Urenkel.

## Beruflicher Werdegang
Nach dem Abitur studierte Sandler an der Universität Genf Psychologie. Von 1947 bis 1950 war sie Assistentin bei Jean Piaget und Bärbel Inhelder. Unter Anleitung dieser Pioniere der Entwicklungspsychologie führte sie eine Studie über kindliches Heimatgefühl und Verstehen von Fremdheit für die UNESCO durch.
In einem Gespräch aus einer Serie des psychoanalytischen Instituts der britischen Fachgesellschaft (BPAS), die dem Dialog zwischen den Generationen gewidmet ist, berichtete Sandler im Jahr 2013 über ihren Weg in die Psychoanalyse. Als junge Frau habe sie mit Kindern arbeiten wollen, doch wollte sie die Kinder weder erziehen noch lehren. Aus diesem Dilemma habe sie die Möglichkeit, Analytikerin für Kinder und Jugendliche werden zu können, befreit.
Ludwig Binswanger riet ihr, nach London zu gehen. Sie folgte seinem Rat, wanderte 1950 aus und ging zu Anna Freud an die Londoner Hampstead Clinic – das spätere Anna Freud Center –, die seit 1947 für ihre psychoanalytische Arbeit als Lehrinstitut für Kindertherapie international einen Ruf erworben hatte. 1952 übernahm Anna Freud die Klinikleitung. Bei ihr absolvierte Sandler ihre Ausbildung, die sie 1954 abschloss. Ihre Lehranalyse machte sie bei Augusta Bonnard. Von 1965 bis 1968 ergänzte sie ihre berufliche Entwicklung durch eine Ausbildung zur Psychoanalytikerin für Erwachsene und war während dieser Zeit bei Edit Gyömrői in Lehranalyse.
Obwohl Sandler von Anna Freud ausgebildet war, sie sich auch nie von ihr abgewandt und ihr 1996 eine Veröffentlichung über ihr wissenschaftliches Erbe gewidmet hatte, ließ sie sich gleichermaßen durch die theoretisch anders ausgerichteten Positionen von Melanie Klein anregen.

## Wirken
Sandler praktizierte in London. Die Journalistin Susie Orbach, eine ehemalige Lehranalysandin von Sandler, beschrieb sie in ihrem Nachruf in der britischen Tageszeitung The Guardian als eine technisch versierte und unerschrockene Analytikerin, die sich nicht vor schwierigen Gefühlszuständen der menschlichen Seele gefürchtet habe. Generationen von Praktikern seien durch sie beeinflusst. Ihr Interesse an den Menschen sei ebenso ansteckend gewesen wie ihre Freude, wenn sie sich aus ihrem Leid zu befreien vermochten. Dieses Interesse habe sowohl jenen gegolten, die litten, als auch jenen, die ihnen helfen wollten, ihrem Leid zu entkommen und zurück ins Leben zu finden. Sie habe stets das Paar einer helfenden Beziehung im Blick gehabt, zwei Menschen mit ihren Hoffnungen und unbewussten Absichten, die sich gegenseitig beeinflussen und damit zugleich Einfluss auf den gemeinsamen Prozess nehmen. Dabei war Sandler daran gelegen, Auszubildenden wie erfahrenen Analytikern eine Haltung zu vermitteln, die sich von einer reduktionistischen und kalten Anwendung von Theorie und Praxis unterschied, wie sie sie an manchen Ausbildungsinstituten vorgefunden habe.
Neben ihrer alltäglichen Berufsarbeit übernahm Sandler zeitweise den Vorsitz verschiedener psychoanalytischer Organisationen. So war sie von 1983 bis 1987 Präsidentin der European Psychoanalytic Federation, von 1990 bis 1993 Präsidentin der britischen Fachgesellschaft (BPAS), von 1993 bis 1996 Direktorin des Anna-Freud-Zentrums in London und von 1993 bis 1997 Vizepräsidentin der Internationalen Psychoanalytischen Vereinigung (IPV). Sie hatte sich für die Gründung des Child and Adolescent Psychoanalysis Committee/COCAP eingesetzt und übernahm 1997 als Erste dessen Vorsitz. Neben ihrer Mitgliedschaft in diesen Organisationen wurde sie 1997 Ehrenmitglied der Deutschen Psychoanalytischen Gesellschaft (DPG) und war langjährig Ehrenmitglied des Frankfurter Sigmund-Freud-Instituts.
Sandler legte zahlreiche Veröffentlichungen vor, teils gemeinsam mit ihrem Mann. Beispielsweise riet das Ehepaar in einer 1983 publizierten Arbeit, in der es eine Neubewertung der Verbindung von Freuds topografischem und seinem Strukturmodell vornahm, stets zunächst am Widerstand der Patienten zu arbeiten und ihn aufzulösen, und sich erst danach der rekonstruktiven Arbeit zu widmen. Ihr letztes gemeinsames Buch erschien 1998 und lege Zeugnis vom Bemühen des Ehepaares ab, Theorie und Praxis ebenso wie verschiedene psychoanalytische Konzepte zu integrieren und damit dazu beizutragen, Schulenstreite zu befrieden, so Perelberg.
Bei aller Sorgfalt, die Sandler in ihrer Arbeit an den Tag legte, dürfe doch, so Orbach, ihre Verspieltheit und ihr verschmitztes Lächeln nicht vergessen werden, die ihr bei aller Ernsthaftigkeit auch eigen gewesen seien.

### In England
Nach Abschluss ihrer Ausbildung nahm Sandler 1954 ihre Tätigkeit am Child Department des St. George's Hospital auf und konnte dort an einem Forschungsprojekt von Anna Freud teilnehmen, das die Entwicklung blind geborener Kinder untersuchte. Deren Verhalten wurde in verschiedenen Umgebungen beobachtet, zuhause ebenso wie in einem extra eingerichteten Kindergarten. Dort wurden die Kinder nach psychoanalytischen Prinzipien betreut. Der Fortgang ihrer Entwicklung wurde regelmäßig mit den Müttern besprochen. Einige von ihnen zeigten sich beispielsweise beunruhigt, weil ihre Kinder beim Sprechen den Kopf nicht zu ihnen drehten, wie das andere Kinder taten. Sandler entdeckte, dass die Aufmerksamkeit der Kinder auf das Hören gerichtet war und sie deshalb ihren Kopf entsprechend ausrichteten. Diese Erkenntnis vermochte die Eltern zu beruhigen. Weil die Welt lebloser Gegenstände für blinde Kinder weniger interessant ist, sind sie mehr als andere auf ihre Mütter und deren Stimulation angewiesen, sich auch die Welt der äußeren Objekte zu erschließen, so Sandler.
Diese frühen Erfahrungen und Erkenntnisse, in denen auch die Achtmonatsangst – im Volksmund Fremdeln genannt – untersucht wurde, flossen später sowohl in die Arbeit mit Erwachsenen als auch in eine Veröffentlichung Sandlers ein, die unter dem Titel Beyond Eight-Month Anxiety (deutsch: Jenseits der Achtmonatsangst) zu den Standardwerken zählt.
Sandler verstand sich nicht als jemanden, der es besser wusste, sondern begriff sich als eine Partnerin gerade der am meisten beschädigten Kinder. Deren oft so schwieriges Verhalten wies ihr den Weg zu einem Verständnis, in dem Symptome einen Sinn bekamen. Sie verstand, dass die Kinder mit ihrem Verhalten versuchten, sich selbst zu helfen. Sie darin zu unterstützen und mit ihnen gemeinsam zugleich andere Möglichkeiten zu erarbeiten, mit denen es den Kindern wie auch ihrer Umwelt besser ging, war Sandlers Anliegen.
Schließlich wurde Sandler Lehranalytikerin und Supervisorin der British Psychoanalytical Society (BPAS), beteiligte sich an der Ausbildung von Psychoanalytikern und Kindertherapeuten, gründete eine psychoanalytische Praxis in London und publizierte ihre in ihren verschiedenen Tätigkeitsfeldern gewonnenen Erkenntnisse. Ihre Tätigkeit in London unterbrach sie Ende der 1970er Jahre, als sie ihren Mann nach Israel begleitete, nachdem er einen Ruf an die Hebräische Universität Jerusalem angenommen hatte.
Von Anbeginn war Sandler an einer Integration verschiedener theoretischer Positionen interessiert, soweit ihr das vertretbar erschien. Da ihr Mann dieses Anliegen teilte, kam es zu einer Reihe von gemeinsamen Aufsätzen und dem Buch Innere Objektbeziehungen, das eine Grundlage für das Bemühen um Integration kleinianischer Positionen und fortentwickelter Ich-Psychologie schuf. Es erschien fünf Monate vor Joseph Sandlers Tod im Jahr 1998 und war den sieben Enkeln gewidmet. Dieses Buch ist, wie viele Veröffentlichungen, klinisch orientiert, doch stets metapsychologisch begründet, und stellt unter anderem Konzepte über das Sicherheitsgefühl und die Wahrnehmungsidentität vor. Grabska bezeichnet es als eine „freudianische Antwort auf die Schule Melanie Kleins“ und als ein Bemühen um eine „zeitgemäße freudianische Perspektive“.
Sandler scheute sich weder in ihren psychoanalytischen Behandlungen und Supervisionen noch der eigenen Kollegenschaft gegenüber, auch heikle Themen aufzugreifen und ggf. darüber zu publizieren. So schrieb sie im Jahr 2007 in dem Buch Entgleisungen in der Psychoanalyse eine längere Abhandlung über sexuellen Missbrauch in Lehranalysen und fokussierte dabei u. a. auf den sog. Fall Masud Khan, der in der britischen Fachgesellschaft lange Jahre beschwiegen wurde.

### In Deutschland
Neben ihrem Interesse an der klinischen Arbeit kam Sandler nicht umhin, sich mit den Schrecken zu befassen, die den Opfern des Nationalsozialismus vor und während des Zweiten Weltkrieges widerfahren waren. Aufgewachsen mit Deutsch als Muttersprache, die zu sprechen der Vater untersagt hatte, musste sie ihre Liebe zur deutschen Literatur und Sprache lange Zeit verstecken.
Als in den späten 1970er Jahren eine Diskussion über eine mögliche Wiederannäherung zwischen der internationalen und der deutschen Psychoanalyse aufkam, die wegen ihrer Rolle unter den Nationalsozialisten zu heftigen Kontroversen führte, wollte sie sich daran nicht beteiligen. Doch sie engagierte sich – und wurde zur Botschafterin eines Prozesses der Wiedereingliederung der Deutschen Psychoanalytischen Gesellschaft (DPG) in die Internationale Psychoanalytische Vereinigung (IPV). Diesen Prozess bezeichnete Orbach im Guardian als einen der Wahrheit und Versöhnung. Sandler hielt Vorträge und stiftete die Deutschen an, sich mit ihrer ganz persönlichen Geschichte im Zusammenhang mit dem Dritten Reich und seinen Folgen auch in den nachfolgenden Generationen zu befassen. Und sie hörte zu. Sie begleitete die deutschen Kollegen auf ihrem Weg einer schwierigen Notwendigkeit, sich mit den Grausamkeiten der Vergangenheit befassen zu müssen und mit dem Abbau jeglichen Mitgefühls in einer Kultur, die äußerlich zwar vergangen war und doch in den Seelen der Menschen fortwirkte. Diese neue Beziehung zu Deutschland habe Sandler ermöglicht, ihrem gespaltenen Verhältnis zu diesem Land und ihrer Liebe zu seiner Literatur, Musik und Sprache einerseits und der Furcht der früh erworbenen und dann verbotenen Sprache andererseits auf die Spur zu kommen und sie schließlich ohne Schuldgefühle genießen zu können.
Hintergrund des Diskurses über das Verhältnis zwischen der deutschen und der internationalen Psychoanalyse ist die Tatsache, dass es in Deutschland mit der Deutschen Psychoanalytischen Vereinigung (DPV) eine Fachgesellschaft gibt, die in der IPV vertreten war, während die DPG lange Jahre ausgeschlossen blieb. Anlass der Kontroverse war der 1977 erstmals nach dem Krieg und der Zeit des Nationalsozialismus in Jerusalem stattfindende Kongress der IPV. Dort äußerte die deutsche Gruppe den Wunsch, einen nächsten Kongress in Berlin auszurichten. Sie wurde empört zurückgewiesen. Nach einer ersten Enttäuschung setzten die Vorgänge auf dem IPV-Kongress von 1977 bei allen Beteiligten selbstreflexive Prozesse in Gang, die in den verschiedenen Organisationen unterschiedlich aussahen. Die Nazareth-Konferenzen wurden ins Leben gerufen, die DPV stellte die Ergebnisse ihrer Spurensuche auf einer Tagung 1985 in Hamburg vor und im selben Jahr veröffentlichte Regine Lockot ihre Dissertation unter dem Titel Erinnern und Durcharbeiten: Zur Geschichte der Psychoanalyse und Psychotherapie im Nationalsozialismus. Später folgte ihr Buch Die Reinigung der Psychoanalyse.
Die DPG nahm ihre Arbeit mit Unterstützung von Anne-Marie Sandler auf, die sie fortan über viele Jahre begleitete. Zwischen 1991 und 2016 fanden unter Federführung der DPG jährliche kasuistisch-technische Konferenzen mit Sandler als Supervisorin an wechselnden Standorten in Deutschland statt. Darüber hinaus nahm sie regelmäßig an den Jahrestagungen der DPG teil und stand den psychoanalytischen Kolleginnen und Kollegen für Supervisionen auch außerhalb des Konferenz- und Tagungsrahmens zur Verfügung. Sie fanden in deutscher Sprache statt. Dabei ging es ihr darum, sowohl die den Fall Vortragenden in ihren Nöten zu verstehen als auch das Leid ihrer Patienten. Beides war in Sandlers Verständnis Ausdruck des Versuches, etwas irgendwie zur Sprache zu bringen in der Hoffnung auf ein Gegenüber, das hört und versteht.
Mit ihrer kasuistischen Arbeit trug Sandler dazu bei, die psychoanalytische Praxis der DPG internationalen Standards anzunähern, sie auf ihrem „schwierigen und langen Weg in die Internationale Psychoanalytische Vereinigung“ zu unterstützen und ihr zur Wiederaufnahme in die IPV zu verhelfen. Im Jahr 2001 wurde die DPG zunächst als Provisional Society und 2009 als Component Society aufgenommen.

## Schriften (Auswahl)
- Jean Piaget, Anne-Marie Weil: Die Entwicklung der kindlichen Heimatvorstellung und der Urteile über andere Länder. In: Ali Wacker (Hrsg.): Die Entwicklung des Gesellschaftsverständnisses bei Kindern. Campus-Verlag, Frankfurt/Main, New York 1976, ISBN 3-593-32179-3, S. 127–148.
- Beyond Eight-Month Anxiety. In: Int. J. Psycho-Anal. Band 58, 1977, S. 195–207 (englisch).
- Frühkindliches Erleben und Psychopathologie der Erwachsenen. In: Psyche. Band 35, 1981, S. 305–318.
- Dialog ohne Worte. Nicht-verbale Aspekte der psychoanalytischen Interaktion. In: Psyche. Band 37, 1983, S. 701–714.
- Joseph Sandler, Anne-Marie Sandler: Theoretical and Technical Comments on Regression and Anti-Regression. In: Int. J. Psycho-Anal. Band 75, 1994, S. 431–439 (englisch).
- Anne-Marie Sandler, Peter Fonagy: Zur Übertragung und ihrer Deutung. In: Analytische Kinder- und Jugendlichen-Psychotherapie. Nr. 96, 1997, S. 373–396.
- Joseph Sandler, Anne-Marie Sandler: Innere Objektbeziehungen. Entstehung und Struktur. Mit einem Vorwort von Otto F. Kernberg. Klett-Cotta, Stuttgart 1999, ISBN 3-608-91717-9 (englisch: Internal objects revisited. Übersetzt von Ulrike Stopfel).
- Vorwort. In: Anne Hurry (Hrsg.): Psychoanalyse und Entwicklungsförderung von Kindern. Brandes und Apsel, Frankfurt a. M. 2002, ISBN 3-86099-750-5, S. 9 f. (englisch: Psychoanalysis and developmental therapy. Übersetzt von Elisabeth Vorspohl).
- Anne-Marie Sandler, Rosemary Davies (Hrsg.): Psychoanalyse in Großbritannien (= Psychoanalytische Blätter. Band 22). Vandenhoeck und Ruprecht, Göttingen 2003, ISBN 3-525-46021-X.
- Anne-Marie Sandler, Hanna Segal, Leslie Sohn, Gigliola Fornari-Spoto: Formen der Übertragung. Hrsg.: Melitta Fischer-Kern. Facultas, Wien 2004, ISBN 3-85076-661-6.
- Institutional responses to boundary violations: The case of Masud Khan. In: Int. J. Psychoanal. Band 85, 2004, S. 27–44 (englisch).
- Konflikt und Versöhnung. In: Ludger M. Hermanns (Hrsg.): Psychoanalyse in Selbstdarstellungen. Band 10. Brandes & Apsel, Frankfurt a. M. 2015, ISBN 978-3-95558-070-4, S. 221–287.

## Hörfunk
- Regina Oehler: Interview mit Anne Marie Sandler. In: hr2: Doppel-Kopf. 13. Mai 2013.

## Auszeichnungen
- 1998 Sigourney Award für bedeutende Beiträge auf dem Gebiet der Psychoanalyse[2]
- 2015 Award for a Distinguished Contribution to Psychoanalysis der Europäischen Psychoanalytischen Föderation (EPF)[3]